# Awka

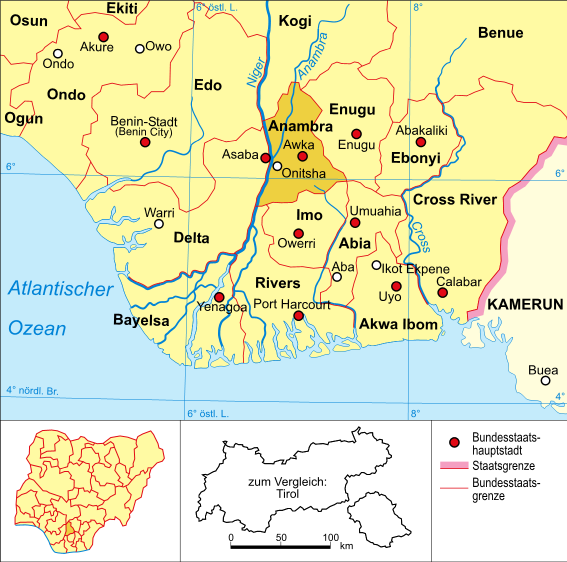
Lage Awkas in Südnigeria

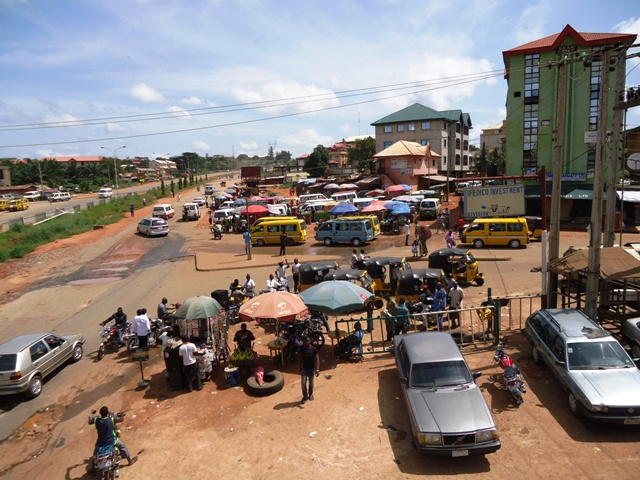
Straßenkreuzung in Awka

Awka ist die Hauptstadt des nigerianischen Bundesstaates Anambra und liegt im Süden von Nigeria.

## Bevölkerung
Awka hat 98.366 Einwohner (Berechnung 2012).
| Jahr              | Einwohner |
| ----------------- | --------- |
| 1991 (Zensus)     | 104.682   |
| 2007 (Berechnung) | 176.858   |
| 2012 (Berechnung) | 98.366    |

## Geschichte
Die Stadt Awka, früher auch Oka genannt, war in vorkolonialen Zeiten berühmt für ihre Metallarbeiten. Das Gebiet von Awka war Zentrum der Nri-Kultur, die um 900 die frühesten belegten Bronzegegenstände aus Subsahara-Afrika herstellte.
Im Jahr 1977 wurde in der Stadt das römisch-katholische Bistum Awka errichtet. Hauptkirche ist die St. Patrick’s Cathedral.

## Wirtschaft und Infrastruktur
Awka ist Sitz des teilweise staatseigenen Ölunternehmens Orient Petroleum Resources. Das Unternehmen plant, Erdöl im Gebiet des Flusses Anambra zu fördern. In Awka befinden sich unter anderem der staatliche Fernsehsender NTA Awka und der vom Bundesstaat Anambra betriebene Radio- und Fernsehsender Anambra Broadcasting Service (ABS).

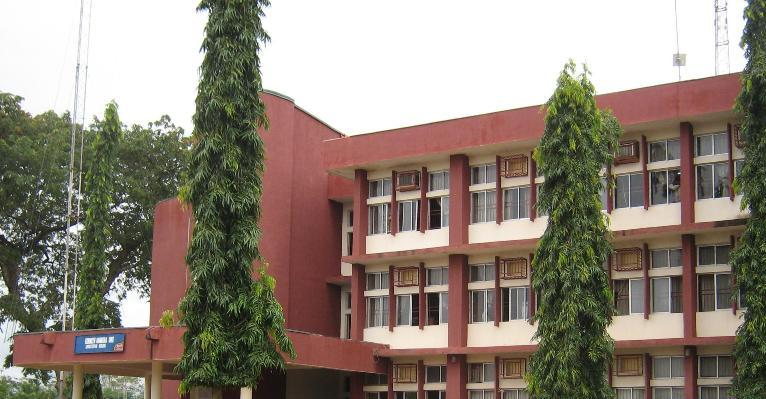
Nnamdi Azikiwe University

Die Stadt hat eine Universität, die 1992 gegründete Nnamdi Azikiwe University mit 24.706 Studenten (2004/2005).

## Persönlichkeiten
- Alexander Madiebo (1932–2022), Generalmajor der Republik Biafra und militärischer Befehlshaber der Streitkräfte Biafras
- Chinecherem Nnamdi (* 2002), Speerwerfer

## Städtepartnerschaften
- Saginaw, Vereinigte Staaten